# Rinsi
Rinsi (verouderd ook Rintsi, Duits: Grabbenhof) is een plaats in de Estlandse gemeente Muhu, provincie Saaremaa. De plaats heeft de status van dorp (Estisch: küla).

## Bevolking
Het dorp had 20 inwoners op 31 december 2011 en 22 inwoners op 31 december 2021.

## Geschiedenis
Het landgoed Grabbenhof werd als kroondomein van de Russische tsaar gesticht tussen 1744 en 1750. In 1756 werden de landgoederen Kappimois (Kapi) en Grabbenhof samengevoegd tot het landgoed Kappimois-Grabbenhof. In 1873 kreeg Rinsi een Russisch-Orthodoxe kerk; in 1850 was al een deel van het landgoed aan de kerk overgedragen.
Het dorp Rinsi maakte tussen 1977 en 1997 deel uit van Paenase.

## De kerk
De Kerk van het icoon van de Moeder Gods van Kazan (Estisch: Neitsi Maria Kaasani pühakuju kirik) is een van de twee orthodoxe kerken op het eiland Muhu. De andere staat in Hellamaa. Beide parochies zijn aangesloten bij de Estische Apostolisch-Orthodoxe Kerk. Ze is ontworpen door de architect Heinrich Carl Scheel (1829–1909). Voor de kerk werd gebouwd, bestond er al sinds 1847 een orthodoxe parochie op Noordwest-Muhu, die diensten hield in het landhuis van Tamse. In 1850 kreeg de parochie land toegewezen voor de bouw van een kerk. In 1869 kreeg ze een eigen gebouw voor de diensten, dat gebruikt werd tot in 1873 de kerk werd opgeleverd.
De kerk is gebouwd in de vorm van de letter T. De vijf torens liggen in het kruispunt van de T: één hoge en brede toren in het midden, omringd door vier lagere en smallere torens. In de kerk hangen enkele iconen die geschilderd zijn door Herman Aav (1878–1961), een priester die later (1925-1960) aartsbisschop zou worden in de Fins-Orthodoxe Kerk. De kerk is in de jaren negentig van de 20e eeuw gerestaureerd, maar verkeert nog steeds in matige staat.
Tussen 1850 en 1918 had de kerk een eigen parochieschool.